# لیویا بریتو
لیویا بریتو (انگلیسی: Livia Brito؛ زادهٔ ۲۱ ژوئیهٔ ۱۹۸۶) هنرپیشه، مدل اهل مکزیک است. وی از سال ۲۰۱۰ میلادی تاکنون مشغول فعالیت بوده‌است.